# Elvis Onyema
Elvis Onyema Ogude (Abeokuta, Nigèria, 21 de setembre de 1986) conegut futbolísticament com a Elvis és un futbolista que fins a final de la temporada 2009-2010 jugà al FC Barcelona B. La temporada 2010-2011 anar al Recreativo de Huelva